# Expédition Garcia de Nodal
L'expédition Garcia de Nodal fut affrétée en 1619 par le roi Philippe IIl d'Espagne pour effectuer une reconnaissance du passage entre les océans Atlantique et Pacifique, au sud de la Terre de Feu, juste découvert par les négociants hollandais Jacob Le Maire et Willem Schouten. Ce fut une expédition réussie, car tous les objectifs furent atteints. En outre, ni vies, ni bateaux ne furent perdus et l'ensemble fut fait en peu de temps.

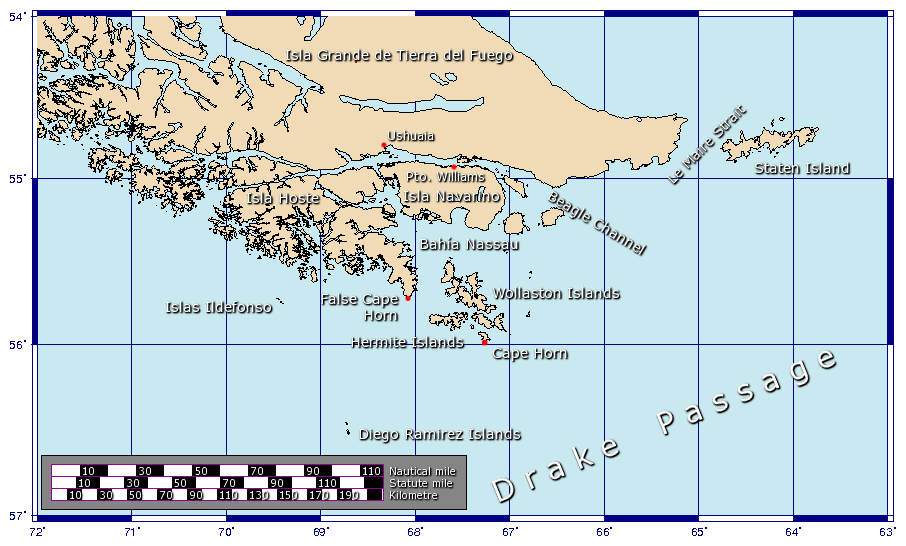
Sud-est de la Terre de Feu, incluant le détroit de Le Maire, cap Horn et les îles Diego Ramirez. La pointe la plus à l'est de l'île principale de Terre de Feu (Isla Grande de Tierra de Fuego) est le cap San Diego, ainsi nommé par les frères de Garcia de Nodal.

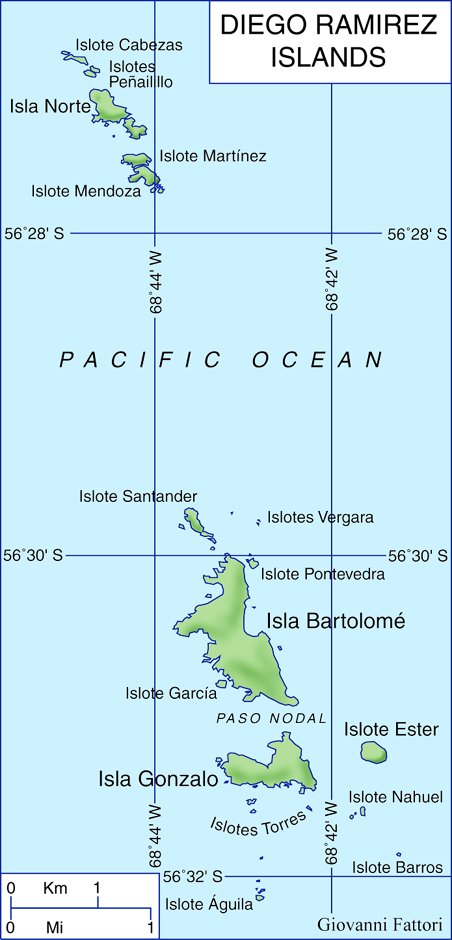
Carte des Îles Diego Ramirez.

## Contexte
L'expédition de García de Nodal était cruciale pour l'Empire espagnol. La découverte d'une route de l'océan Atlantique au Pacifique, une alternative vers le détroit de Magellan, a radicalement changé l'approche espagnole en gestion des régions les plus au sud de l'Amérique, qui furent déjà perturbés par l'apparition inattendue de Drake dans le Pacifique par le détroit en 1578.
L'expédition fut menée par les frères Bartolomé et Gonzalo García del Nodal (tous les deux nés à Pontevedra en 1570, et morts en 1622), avec le cosmographe Diego Ramírez de Arellano servant de pilote (navigateur en chef). Deux navires de construction similaire furent utilisés dans l'expédition pour empêcher un bateau d'attendre l'autre au moment du départ, un obstacle à d'autres expéditions de l'époque.
L'expédition partit de Lisbonne, au Portugal (alors uni à l'Espagne sous la couronne de Philippe II d'Espagne) le 27 septembre 1618 ; en janvier 1619, ils entrèrent dans le détroit entre la Terre de Feu et l'île des États qu'ils ont nommé Estrecho de San Vicente (connu aujourd'hui sous le nom de détroit de Le Maire). Les semaines suivantes ont été consacrées à explorer méticuleusement et à nommer les rivages du sud de la Terre de Feu et de ses îles du sud comprenant le Cap Horn qu'ils nommèrent Cabo San Ildefonso. Ensuite, l'expédition navigua vers le sud à 58° 30′ S, découvrant les îles Diego Ramirez et allant plus au sud dans le passage de Drake. Ils tournèrent ensuite en direction du nord dans l'océan Pacifique et entrèrent habilement dans le détroit de Magellan à partir de l'ouest dans leur première tentative. Ils passèrent dans l'océan Atlantique le 13 mars, et sont revenus en Espagne le 7 juillet 1619.

## Résultats et évaluation
À la suite de leur expédition ils fournirent à la Casa de Contratación espagnole de précieuses données et des cartes qui furent tenues secrètes pendant des siècles.

« Dans les annales de l'exploration du cap Horn, cette expédition doit se classer parmi les plus professionnelles, en particulier au vu des standards de l'époque où elle a eu lieu, et il aurait été plaisant de rapporter que les deux frères avaient pu profiter pendant de nombreuses années d'une gloire méritée. Malheureusement, tous deux périrent le 5 septembre 1622 lorsqu'un ouragan frappa la flotte partie de La Havane pour l'Espagne et leurs bateaux furent perdus. Toutefois, leur mémoire demeure dans le cap Horn à travers les noms donnés à beaucoup de points, de roches et à la crête la plus saillante de la péninsule de Brunswick. De même, dans les îles Diego Ramirez, les deux îles principales portent leurs prénoms, celle du nord s'appelant Bartolomé et celle du sud Gonzalo. Le canal large d'un mile est connu sous le nom de Canal Nodales (ou Paso Nodal). Les frères Nodal ont prouvé que le rapport de Schouten était correct et qu'il y avait en effet une grave menace pour les colonies espagnoles d'Amérique du Sud. Ils découvrirent également une autre route pour leurs navires mais le gouvernement espagnol ne tint aucun compte de leurs rapports, ni à cette époque ni plus tard. »

## Réalisations
Les réussites de l'expédition de Garcia de Nodal comprennent :
- La première circumnavigation de la Terre de Feu comprenant un aperçu complet de ses côtes.
- La découverte des îles Diego Ramirez (pendant un siècle et demi la terre la plus au sud atteinte par l'Homme).
- La première navigation au sud dans le passage de Drake.
- Le premier contact européen avec les Fuégiens au sud.
- Le deuxième passage autour du Cap Horn.
- Le troisième passage à l'est du détroit de Magellan.

### Sources et bibliographie
- (es) Javier Oyarzun, Expediciones españolas al Estrecho de Magallanes y Tierra de Fuego, Madrid, Ediciones Cultura Hispánica (ISBN 978-84-7232-130-4)
- (en) Robin Knox-Johnston, Cape Horn. A Maritime History, Londres, London Hodder&Stoughton, 1995, 240 p. (ISBN 978-0-340-41527-6)